# Fabrik (Hamburg)

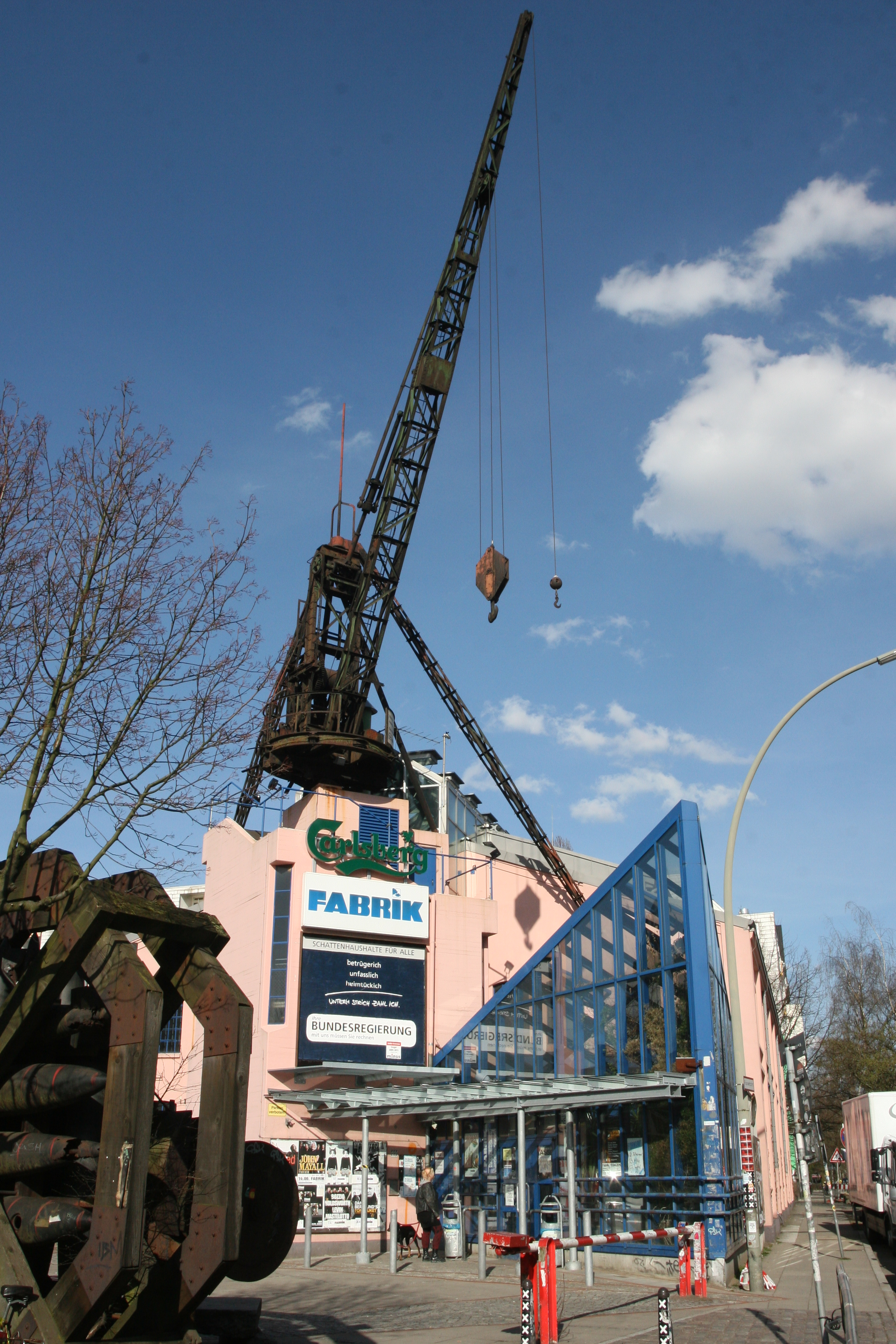
Die Fabrik im April 2010

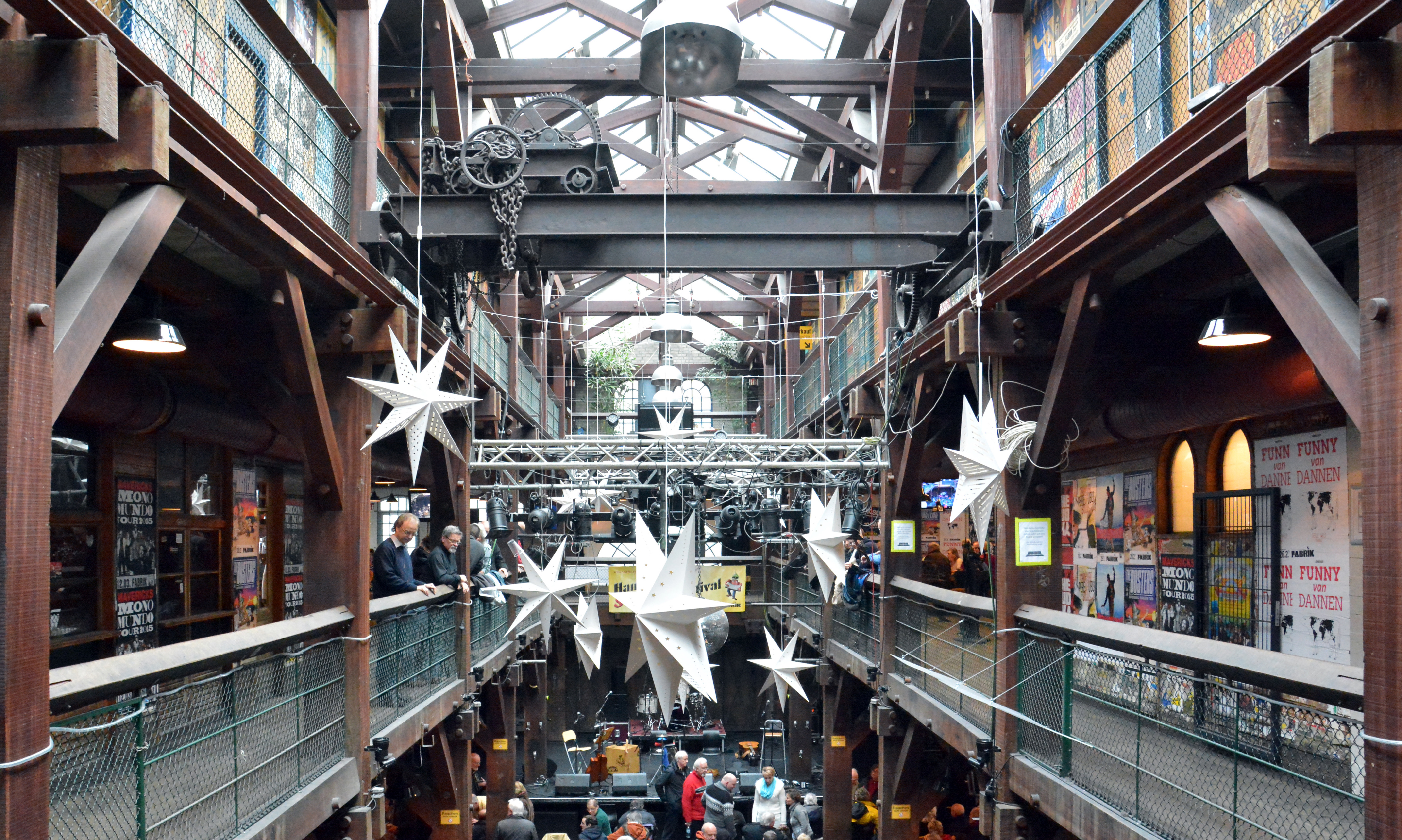
Blick von der ersten Galerie in den Veranstaltungsraum

Die Fabrik in Hamburg-Ottensen, einem Stadtteil im Bezirk Altona, ist ein seit dem 25. Juni 1971 bestehendes Kulturzentrum. Die Fabrik steht für Kinder- und Jugendarbeit, Pädagogik und Politik, Lesungen und Diskussionen, Theater und Konzerte aller Art.

## Geschichte
Das Kulturzentrum wurde von dem Maler Horst Dietrich und dem Architekten Friedhelm Zeuner gegründet in dem 1899 errichteten Gebäude der Firma Hespe & Lembach, die Holzverarbeitungsmaschinen herstellte. Horst Dietrich, 1993 Träger des Max-Brauer-Preises, hat im Jahr 2012 die Leitung der Fabrik an Ulrike Lorenz übergeben.
Das Gebäude aus der Gründerzeit beherbergt einen hohen kirchenschiffartigen Raum mit einer Holzträgerkonstruktion und umlaufenden Galerien in den zwei Stockwerken, die einen Blick auf das Geschehen in der Halle ermöglichen. Für den Umbau erhielt Friedhelm Zeuner den Architekturpreis des Hamburger Senats. Als eine Art Denkmal der Industriegeschichte findet sich über dem Einlass ein 15 Tonnen schwerer alter Lastkran der ursprünglich in der Fabrik von Menck & Hambrock genutzt wurde.
In der Nacht auf den 11. Februar 1977 brannte die Fabrik bis auf die Grundmauern ab, wurde aber 1979 nach dem alten Vorbild und unter Verwendung von feuerfestem Bongossi-Holz durch den Hamburger Architekten Jürgen Busack, welcher zu der Zeit beim Architekturbüro Gerkan, Marg und Partner angestellt war, entworfen und durch dieses wieder aufgebaut.

## Organisation
Die finanzielle Basis des Hauses bilden die Einnahmen aus Veranstaltungen und Gastronomie sowie ein Zuschuss der Kulturbehörde der Freien und Hansestadt Hamburg. Zu ihrem 35-jährigen Jubiläum im Sommer 2006 wandelte sich die Fabrik in die Fabrik-Stiftung. Die Gründung der gemeinnützigen Fabrik-Stiftung soll das vielschichtige kulturelle Angebot sichern und fördern. Daneben wurde ein Freundeskreis gegründet, um die Unterstützer der Fabrik zu bündeln.

## Trivia
In der Fabrik spielten die Simple Minds ihr erstes Konzert außerhalb Großbritanniens.